# 日本マイクロニクス
株式会社日本マイクロニクス（にほんまいくろにくす、英:MICRONICS JAPAN Co., LTD.、通称：MJC）は東京都武蔵野市に本社を置くプローブカードメーカー。

## 概要
半導体製造工程においてウェハーの電気的特性検査に使用される計測器具「プローブカード」や試験装置「テスタ」、パッケージ組立工程後の特性検査に用いられる「テストソケット」、デバイスの研究開発時における評価・分析で使用される「ウエハプローバ」などを提供する日本企業である。

## 拠点
東京都吉祥寺に本社、青森県と大分県に製造拠点がある。海外では米国、韓国、中国、台湾、シンガポール、ドイツに拠点が存在する。

## 沿革
- 1970年 東京都目黒区にトーワ電気株式会社を設立
- 1971年 東京都武蔵野市に本社を移転
- 1975年 商号を株式会社日本マイクロニクスに変更